# Hartocythere torreya
Hartocythere torreya är en kräftdjursart som först beskrevs av C. W. Hart 1959.  Hartocythere torreya ingår i släktet Hartocythere och familjen Entocytheridae. Inga underarter finns listade i Catalogue of Life.